# 卡林縣區 (伊利諾伊州卡爾霍恩縣)
卡林縣區（英語：Precincts (United States)）是位於美國伊利諾伊州卡爾霍恩縣的一個縣區。

## 地方資料
根據2010年美國人口普查的數據，卡林縣區的面積為60.51平方千米，當中陸地面積為58.87平方千米，而水域面積為1.64平方千米。當地共有人口197人，而人口密度為每平方千米3.26人。